# Estetiska skolan
Estetiska skolan är en fristående grundskola (år 7–9) och gymnasieskola i Arvika. Grundskoledelen startades 2004 under namnet Klässbols högstadium och gymnasiedelen tillkom 2007 under namnet Klässbols gymnasium. Hela verksamheten, som drivs av en ideell förening, bytte 2012 namn till Estetiska skolan. Grundare och ledare av skolan är musikerparet Lars-Inge Bjärlestam och Ulrika Hebbe. Enligt de ursprungliga planerna som inte förverkligades skulle högstadiet ha startats i Klässbol utanför Arvika, därav det tidigare namnet.
Gymnasiet ger ett enda specialutformat program kallat Stage & Perform med huvudinriktning på musik, och har riksintag. Eleverna uppträder i flera olika kulturevenemang, främst i Arvika.